# Yambuku
Yambuku is een plaats in de provincie Mongala in Congo-Kinshasa. In deze plaats werden in augustus 1976 de eerste gevallen van ebola gevonden. Yambuku ligt 95 km van de rivier Ebola.